# Park Narodowy Monte León
Park Narodowy Monte León (hiszp. Parque nacional Monte León) – park narodowy w Argentynie położony w departamencie Corpen Aike we wschodniej części prowincji Santa Cruz. Utworzony został 20 października 2004 roku. Zajmuje obszar 621,69 km².

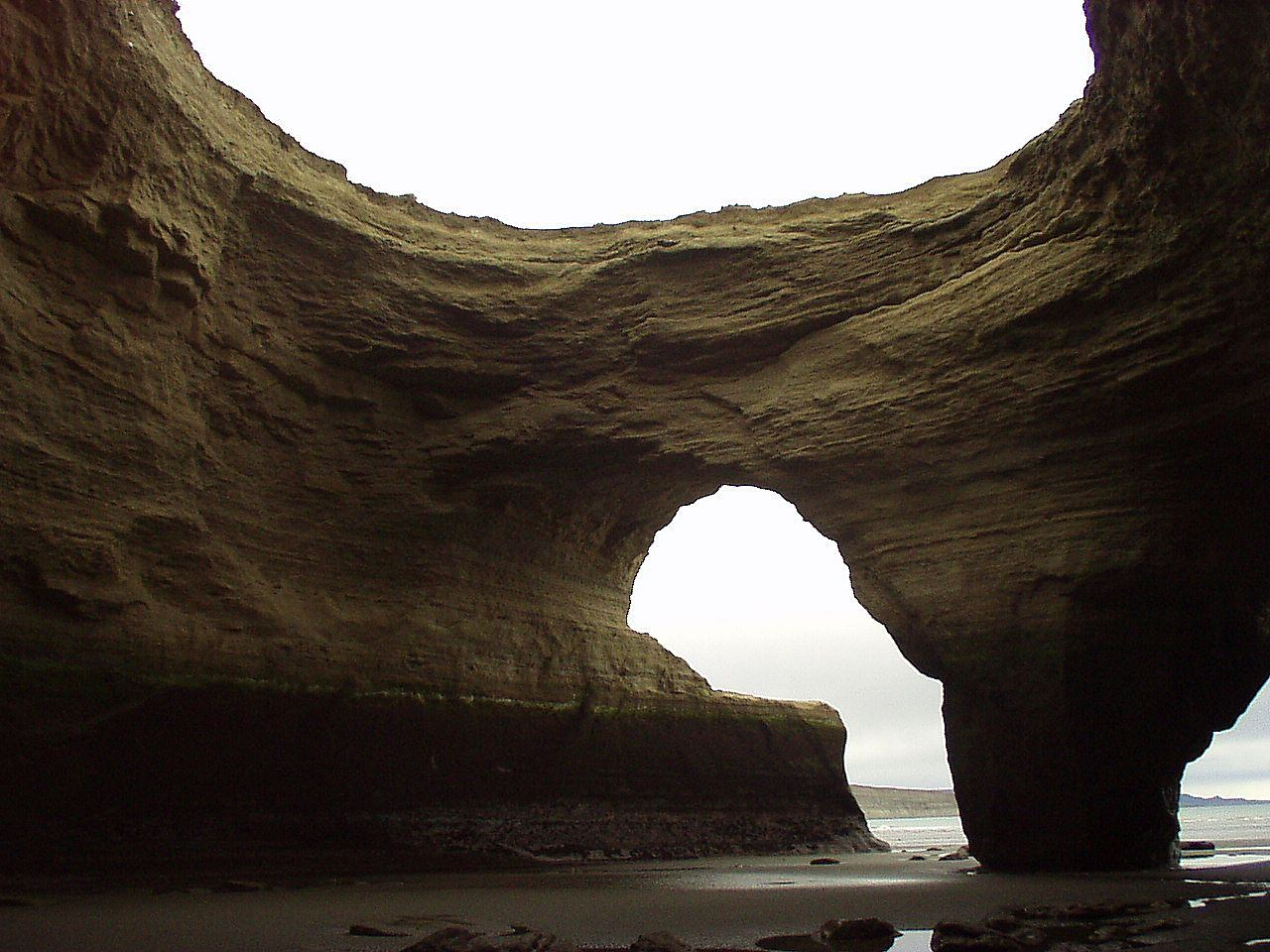
Fragment wybrzeża

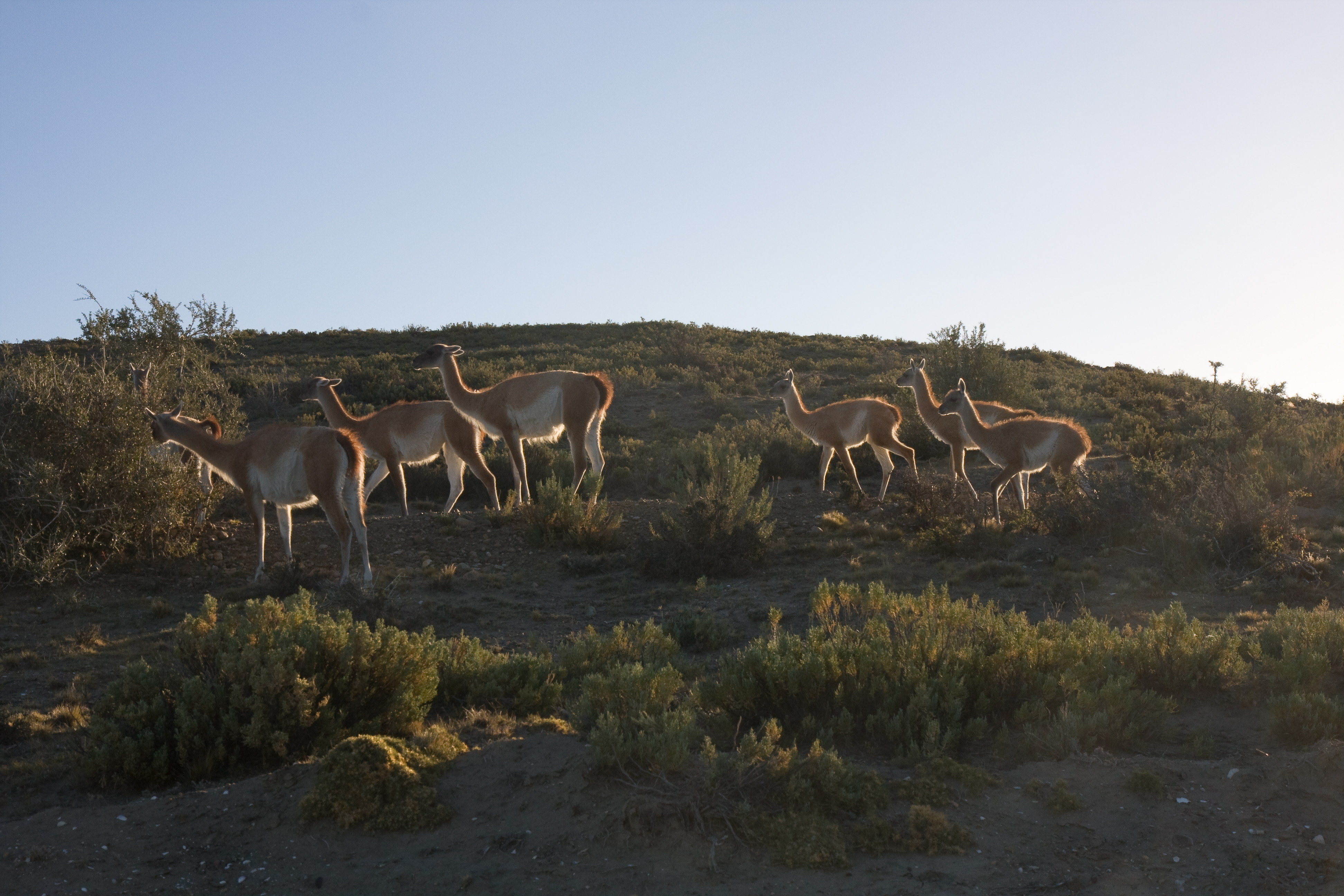
Gwanako andyjskie na stepie

## Opis
Park znajduje się nad Morzem Argentyńskim i obejmuje 32-kilometrowy pas wybrzeża zatoki Bahia Grande oraz wody przybrzeżne. Wybrzeże to step patagoński, którego powierzchnia jest tu lekko pofałdowana z wąwozami i klifami.
Klimat zimny i suchy. Średnia roczna temperatura wynosi 6,8 °C. Rocznie pada około 250 mm deszczu. 

## Flora
Dominującymi roślinami na stepie są Chuquiraga avellanedae i Junellia tridens, a także m.in.: Colliguaja integerrima, Ameghinoa patagonica, Ranunculus cymbalaria, Lepidophyllum cupressiforme, Mulinum spinosum i Berberis cuneata.
W pobliżu morza i w wąwozach oprócz Lepidophyllum cupressiforme rośnie również m.in.: Chuquiraga aurea, Prosopis patagonica, Atriplex sagittifolia.

## Fauna
Na terenie parku znajduje się jedna z największych w Argentynie kolonia pingwinów magellańskich. Liczy ponad 60 000 par lęgowych i zajmuje 25 hektarów. Z ptaków na wybrzeżu żyją również cztery gatunki kormoranów: niebieskooki, czerwononogi, skalny, oliwkowy, oraz m.in.: mewa południowa, mewa magellańska, ślepowron zwyczajny, ostrygojad czarniawy i rybitwa jaskółcza.
Na wybrzeżu znajdują się duże kolonie uchatek patagońskich.
Na stepie żyje m.in.: gwanako andyjskie, pancernik mały, puma płowa, nibylis andyjski, nibylis argentyński, skunksowiec patagoński, mara patagońska, bruzdówka uszata, tukotuko magellański, kawiaczka górska, aguja rdzawogrzbieta, aguja wielka, puchacz magellański, nandu plamiste, kusacz pampasowy, kusoń patagoński.